# Waleri Georgijewitsch Karpin
Waleri Georgijewitsch Karpin (russisch Валерий Георгиевич Карпин; estnisch Valeri Karpin; * 2. Februar 1969 in Narva, Estnische SSR) ist ein ehemaliger russischer Fußballspieler und heutiger Fußballtrainer und Sportchef. Als Spieler ist er vor allem durch seine Zeit bei Spartak Moskau, Real Sociedad und Celta Vigo bekannt.

## Karriere

### Karriere als Spieler
Auf der Vereinsebene spielte Karpin für Fakel Woronesch (1989), Spartak Moskau (1990–1994), Real Sociedad San Sebastián (1994–1996 und 2002–2005), den FC Valencia (1996–1997) und Celta Vigo (1997–2002). 1999 wurde Karpin zum russischen Fußballer des Jahres gewählt. Sein Karriereende gab er im Sommer 2005 bekannt.
Nachdem er einmal für die GUS aufgelaufen war, ohne ein Tor zu erzielen, gelang ihm dies in 72 Spielen für Russland zwischen 1992 und 2003 17 Mal, darunter das erste Tor für das selbstständige Russland. Seine großen Turniere waren die Weltmeisterschaften 1994 und 2002 und die Europameisterschaft 1996.

### Karriere als Manager und Trainer
2007 wurde Karpin zum Sponsor des Radrennteams Karpin-Galicia. 2008 beendete er seinen Vertrag mit dem Team, welches in Xacobeo-Galicia umbenannt wurde.
Am 8. August 2008 wurde Karpin Generaldirektor von Spartak Moskau. Am 15. April 2009 entließ er Trainer Michael Laudrup und übernahm dieses Amt kommissarisch. Am 18. April 2011 trat Karpin seinerseits als Trainer des Vereins zurück, sein Amt als Sportdirektor behielt er aber vorerst weiterhin inne. Allerdings überdachte er seine Entscheidung und schied erst nach der Saison 2011/12 aus dem Amt. Sein Nachfolger wurde der Spanier Unai Emery. Nachdem dieser im November 2012 entlassen worden war, übernahm Karpin den Posten des Cheftrainers zunächst interimistisch, später fest. Am 18. März 2014 wurde er nach einer Reihe von Niederlagen beurlaubt.
Am 12. August 2014 wurde er zum Trainer von RCD Mallorca ernannt.
Im Juli 2015 wurde Karpin vom russischen Zweitligaaufsteiger Torpedo Armawir unter Vertrag genommen.
Am 19. Dezember 2017 wurde Karpin als neuer Manager des FC Rostow bekannt gegeben.
Karpin ist seit 24. Juli 2021 Nationaltrainer Russlands und übernimmt damit den Posten von Stanislaw Tschertschessow, der mit dem Team bei der Fußball-Europameisterschaft 2021 in der Vorrunde ausschied und daraufhin entlassen wurde. Karpins Vertrag lief zunächst bis Ende 2021. Auch nachdem im Jahr 2022 die russische Nationalmannschaft aufgrund des russischen Überfalls auf die Ukraine von internationalen Wettbewerben ausgeschlossen worden war, blieb Karpin Cheftrainer. Es gab seitdem Freundschaftsspiele gegen Mannschaften aus Usbekistan, Tadschikistan, Kirgisistan, Iran, Irak, Ägypten, Katar, Kamerun und Kuba.
Am 10. März 2022 kehrte er auf den Trainerposten beim FC Rostow zurück.

### TV-Karriere
Kaplin arbeitete einige Jahre als Sportkommentator und Fußball-Experte für den russischen Sportsender Match-TV.

## Persönliches Leben
Karpin lebt in Vigo. 2003 nahm er nach dem Abstammungsprinzip die estnische Staatsbürgerschaft an und verzichtete im Gegenzug auf die russische.

## Erfolge
- Russischer Meister: 1992, 1993 und 1994 (mit Spartak Moskau)
- Russischer Pokalsieger: 1992 (mit Spartak Moskau)
- Sieger des Intertotocups: 2000 (mit Celta Vigo)